# Книга для батьків
Книга для батьків — книга українського радянського педагога Антона Семеновича Макаренка, яку він написав разом зі своєю дружиною Галиною Стахіївною. Книга вийшла в 1937 році. Твір адресований батькам та педагогам.

## Сюжет
Твір включає дві праці «Книгу для батьків» та «Лекції про виховання дітей». Автор розглядає питання сімейного виховання, наводить конкретні приклади, ситуації, які виникають у родині, у взаємовідносинах батьків і дітей. Проаналізовано батьківський авторитет.